# مرصد أرسيبو
مِقْرَاب أَرِسِيبُو الكَاشُوفِي أو مرصد أَرِسِيبُو هو مقراب كاشوفي ضخم خارج عن الخدمة أنشئ في الهضاب قرب أرسيبو، بورتوريكو. رُكب جهاز استقبال قابل للتوجيه بالإضافة إلى العديد من الرادارات المرسلة للإشارات على منصة مرفوعة باستخدام كابل على ارتفاع 150 مترًا (492 قدمًا) فوق الطبق الرئيسي. تم الانتهاء من بناء التلسكوب في نوفمبر 1963، وكان أكبر تلسكوب ذو فتحة واحدة في العالم لمدة 53 عامًا، حتى يوليو 2016 عندما تم الانتهاء من بناء تلسكوب الخمسمئة متر الكروي ذو الفتحة (فاست) في قويتشو، الصين.
استُخدم تلسكوب أريسيبو بشكل أساسي في أبحاث علم الفلك الراديوي وعلوم الغلاف الجوي وعلم الفلك الراداري، بالإضافة إلى البرامج التي تبحث عن الحياة الذكية خارج الأرض (إس إي تي آي). قدم العلماء الراغبين في استخدام المرصد مقترحاتهم التي قُيمت من قبل حكام علميين مستقلين. استخدمت ناسا أيضًا التلسكوب لبرامج اكتشاف الأجسام القريبة من الأرض. مُول المرصد بشكل أساسي من قبل مؤسسة العلوم الوطنية (إن إس إف) بدعم جزئي من وكالة ناسا، واستمرت جامعة كورنيل بإدارته منذ اكتمال بناءه في عام 1963 حتى عام 2011، وبعد ذلك من قِبل شراكة بقيادة معهد ستانفورد الدولي للأبحاث. في عام 2018، تولى اتحاد بقيادة جامعة سنترال فلوريدا تشغيل المنشأة.
نظرًا لتصميم التلسكوب الفريد والمستقبلي، فقد ظهر في العديد من الأفلام وألعاب الفيديو والبرامج التلفزيونية، مثل مشهد القتال النهائي في فيلم جيمس بوند، العين الذهبية (1995). حُملت صورة للمرصد بالإضافة إلى 116 صورة أخرى، على لوحة مركبة فوياجر الذهبي. أُدرج المرصد في السجل الوطني الأمريكي للأماكن التاريخية في عام 2008.
منذ عام 2006، خفضت مؤسسة العلوم الوطنية تمويلها للمرصد، مما دفع الأكاديميين إلى المطالبة بتمويل إضافي لمواصلة برامج المرصد العلمية. تضرر التلسكوب بسبب إعصار ماريا في عام 2017 وبسبب زلازل في عامي 2019 و2020. هدد انقطاع كابلين، في أغسطس 2020 وفي نوفمبر 2020، استقرار الهيكل الداعم للمنصة المعلقة وأحدث أضرارًا للهوائي. بسبب عدم اليقين بشأن قوة الكابلات المتبقية التي تدعم الهيكل المعلق، وبسبب تزايد خطر انهيار المرصد وتعرضه لأضرار أخرى حالت دون إصلاحه بسلامة، أعلنت مؤسسة العلوم الوطنية في 19 نوفمبر 2020 إيقاف تشغيل التلسكوب وتفكيكه، وكان حينها التلسكوب الراديوي ومنشأة ليدار قيد التشغيل. قبل إيقاف تشغيله، عانت العديد من كابلات الدعم المتبقية من فشل خطير، وسقط الهيكل الداعم والهوائي والقبة على الطبق الرئيسي في الساعة 7:55 صباحًا بالتوقيت المحلي في 1 ديسمبر 2020، ما أدى إلى تدمر التلسكوب.

## المنشأة
لمقراب أريسيبو عدة اكتشافات علمية كبيرة، في 7 أبريل 1964، بعد فترة وجيزة من تنصيبه، أستخدم غوردون بيتينجيل وفريقه المقراب لتحديد فترة دوران كوكب عطارد واكتشفوا انها لم تكن 88 يوما، كما كان يعتقد، بل 59 يوما فقط. في أغسطس 1989، التقط المرصد صورة لكويكب لأول مرة في التاريخ : كويكب 4769 كاستاليا. وفي السنة التالية، اكتشف عالم الفلك البولندي الكسندر ولسزان النجم النابض PSR B1257 +12، والذي أدي به في وقت لاحق لاكتشاف اثنين من الكواكب في مداره. كانت هذه هي أول مرة يكتشف بها كواكب خارج المجموعة الشمسية.
صنع هذا المركب الايونوسفيري القابل للتوجيه جزئيا في تشرين الثاني 1963 ووضع في حفرة طبيعية في اريسيبو، بورتوريكو. يبلغ قطر هذا المركب 305 مترا (100 قدم) ويغطي مساحة 7.48 هكتار (18.5 فدان) ويمكن بالتالي موازاته بحجم 14 ملعب كرة أمريكية والحدث الأكبر والأشهر لهذا المركب هو الذي حدث عام 16 تشرين الثاني 1974 في الذكرى العاشرة له حيث أطلق العلماء في أريسيبو أعظم إشارة إذاعية ترسل بشكل متعمد إلى الفضاء وكانت إشارة اذاعية ثنائية إلى التجمع النجمي مسييه 13 في برج هرقل ودامت هذه الإشارة التي نقلت معلومات أساسية حول البشرية 169 ثانية على موجة 2.380 ميغا هرتز.
مرصد أرسيبو هو تلسكوب لاسلكي في بلدية أرسيبو، بورتوريكو. يتم تشغيل هذا المرصد من قبل جامعة سنترال فلوريدا وجامعة متروبوليتان بموجب اتفاقية تعاون مع المؤسسة الوطنية للعلوم. المرصد هو المرفق الوحيد في المركز الوطني للفلك والاينوسفير، وهو الاسم الرسمي للمرصد. منذ تأسيسه في الستينيات حتى عام 2011 ، كان المرصد يدار من قبل جامعة كورنيل.
لأكثر من 50 عامًا، كان المنظار الراديوي الذي يبلغ طوله 1000 قدم (305 متر) أكبر تلسكوب ذو فتحة واحدة في العالم. يتم استخدامه في ثلاثة مجالات رئيسية للبحث، وهي: علم الفلك الراديوي، وعلم الغلاف الجوي، وعلم الفلك الراداري.
من يناير 2010 إلى فبراير 2011. تم الكشف عن الانبعاثات الراديوية من قزم T الذي يحتوي على خطوط امتصاص الميثان في غلافه الجوي. وهو أيضاً أكبر قزم بني و قد تم رصد انبعاث راديوي منه. أشارت الرشقات الراديوية عالية الاستقطاب والحيوية إلى أن الجسم لديه نشاط مغناطيسي مماثل لكل من كوكب المشتري والشمس.

## سلبياته
المرصد ثابت في الأرض لذا فهو يرصد الإشعاعات الراديوية القادمة من الأجرام لفترة قصيرة جدًا من الزمن بسبب دوران الأرض بالإضافة أنه يمكن من خلاله رصد الإشعاعات الراديوية القادمة من الأجرام التي تقع فقط ضمن زاوية °20 درجة فوقه.

## الأضرار والانهيار
انهار مستقبل مرصد أرسيبو علي الصحن العاكس في 1 ديسمبر 2020 مسببًا أضرار جسيمة بعدما انقطع الكابل الثاني الأساسي عن البرج الرابع مؤديًا لانقطاع باقي الكابلات الحاملة للمستقبل، وانهيار البرجان الآخران. عاني مرصد أرسيبو من العديد من الأضرار في هيكله بالعقد الأخير حيث قامت بضعة أعاصير ابرزهم إعصار ماريا في 21 سبتمبر 2017 بإحداث أضرار في جسم الصحن بعدما تآكل وانهار خط التغذية ذو سعة 430 ميجاهيرتز علي الصحن الأساسي متلفًا 30 لوحة من أصل 38،000 لوحة ألومنيوم مشكلة لهيكله.
انقطع كابل دعم احتياطي عن البرج الرابع في 10 أغسطس 2020 تاركًا فجوة بحجم 30 متر في جسم الصحن وشملت الأضرار الأخري تلف من 6 إلي 8 ألواح في القبة الجريجورية والمنصة المؤدية إلي القبة. من الغير واضح ما إذا كان إعصار إساياس السبب وراء هذه الأضرار.
قبل أن تبدل الكابلات المضرورة بأخري جديدة قام كابل من أصل كابلين أساسيين في البرج الرابع بالانهيار في 7 نوفمبر 2020 محدثًا ضرر للصحن الأساسي. وبعد تقييم الضرر قرر طاقم مهندسون من فيلق القوات البرية الأمريكي الهندسي أن الضرر كان غير قابل للعكس بشكل آمن لكون الكابلات الأخري معرضة للانهيار، وأن التفكيك الموجه للمرصد هو الوسيلة الأكثر فعالية لمنع حدوث فشل كارثي قد يهدد المباني الأخري القريبة.

## معرض الصور

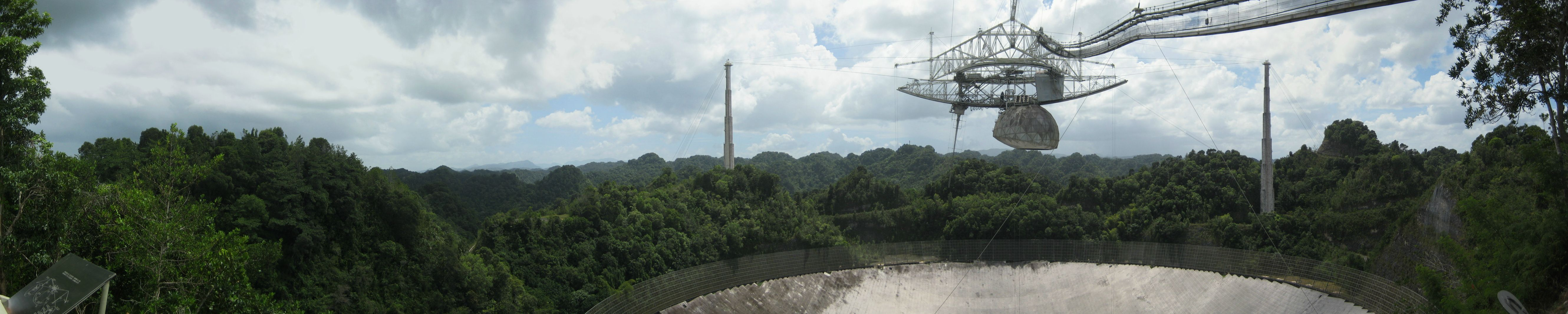
التلسكوب الراديوي أريسيبو كما ينظر إليه من سطح المراقبة ، أكتوبر 2013

## قائمة المدراء
المصادر:
- 1960–1965: ويليام إي. غوردون
- 1965–1966: جون فيندلي
- 1966–1968: فرانك دريك
- 1968–1971: جوردون بيتنجيل
- 1971–1973: تور هاجفورز[22]
- 1973–1982: هارولد دي كرافت جونيور[23]
- 1982–1987: دونالد كامبل
- 1987–1988: ريكاردو جيوفانيلي
- 1988–1992: مايكل ديفيس
- 1992–2003: دانيال ألتشولر
- 2003–2006: سيكستو غونزاليس
- 2006–2007: تيموثي هانكينز
- 2007–2008: روبرت كير[24]
- 2008–2011:مايكل نولان
- 2011–2015: روبرت كير[24]
- 2016–حاليًا: فرانسيسكو كوردوفا